# 機動第1旅団
機動第1旅団（きどうだい1りょだん）とは、大日本帝国陸軍の特殊部隊。関東軍直属の独立旅団であった。

## 沿革
1944年（昭和19年）8月、機動第2連隊を中核として機動第1連隊と機動第3連隊から編成。
本旅団は、風船爆弾にも使用された水素気球（空中歩行具）に兵士が一人ずつぶら下がって、夜間にソビエト連邦領内に空中より侵入し、後方攪乱を行う目的で編成された。
1945年（昭和20年）、実際に水素気球でソ連領内に侵入することなく終戦を迎えた。

## 歴代旅団長
- 長勇 少将：1944年3月1日 -
- 重信吉固 少将：1944年8月1日 -
- 木下秀明 大佐：1945年4月15日 -

## 最終所属部隊
- 機動第1連隊：岩本只芳 大佐
- 機動第2連隊：須藤勇吉 大佐
- 機動第3連隊：若松満則 大佐